# Неделна футболна лига
Неделните мачове (на английски: Sunday League Football) е термин, използван, за да се опишат футболните лиги в Англия, чиито мачове се играят в неделя. Те са дивизии или турнири на елиминационен принцип, имащи по-ниски стандарти, в които играят основно аматьорски отбори. Футболистите играят, за да поддържат форма и от любов към играта. Много често използван е и терминът pub league, който произлиза от това, че много от отборите имат собствени барове.
Обикновено тези турнири се организират от местните футболни асоциации и консули. Те рядко образуват структури с изпадане и промоция на тимовете. По често те са напълно самостоятелни един от друг. Тимовете от тези дивизии могат да получат промоция във футболната пирамида, но преди това трябва да получат лиценз от ФА.
FA Sunday Cup е футболен турнир на директни елиминации, организиран от ФА. За пръв път е проведен през 1964.
Най-известното място, където се играят неделните мачове е Hackney Marshes в източен Лондон.
Неделните мачове съществуват и в Шотландия, където се играят на терени, притежавани от местните консули. Женският футбол и футзалът също се играят в неделя, но не трябва да бъдат считани за неделни мачове.